# Кунстхалле Оснабрюка
Кунстхалле в Оснабрюке (нем. Kunsthalle Osnabrück, ранее нем. Kunsthalle Dominikanerkirche) — художественный музей в нижнесаксонском городе Оснабрюк, находящийся в здании бывшей монастырской церкви доминиканского монастыря Святого Креста. В готическом здании на площади в 665 квадратных метров «нефа» и 375 метрах вестибюля с 1991 года проходят временные выставки, представляющие современное искусство.

## История и описание
Монастырь был основан благодаря епископу Конраду II фон Ритбергу во второй половине XIII века. Ритберг привёл в Оснабрюк доминиканцев, чтобы укрепить положение церкви в городском совете. Строительство старого здания монастыря было начато в 1283 году. Основателем был Рембертус Дювелиус, лорд Дювельсбурга. В 1295 году здание получило название Монастырь Святого креста. В 1297 году был освящён хор и по этому случаю Папа Бонифаций VIII дал монахам индульгенцию. В первые годы XIV века территория монастыря увеличивалась за счёт земляных пожертвований; к нему прибавилось кладбище.